# Ким Бо Рым
Ким Бо Рым (кор. 김보름; англ. Kim Bo Reum; род. 6 февраля 1993 года в Тэгу, Республика Корея) — южнокорейская конькобежка, серебряный призёр Олимпийских игр 2018 года в масс-старте, чемпионка мира, 3-кратная призёр чемпионата мира, чемпионка и 4-х кратная призёр Азиатских игр, 7-кратная чемпионка Южной Кореи в классическом многоборье и 16-кратная на отдельных дистанциях.

## Биография
Ким Бо Рым с раннего детства занималась тхэквондо в качестве хобби. В 5-м классе начальной школы Тэгу она пошла на каток и попробовала кататься. Прийдя домой, она сказала маме, что хочет научиться кататься на коньках. В отличий от своих сверстников это она сделала поздно, в возрасте 11 лет. Первоначально занималась шорт-треком, в 2007 году выиграла в эстафете на чемпионате Азии среди юниоров. В конце 2010 года перешла в конькобежный спорт. 
В сезоне 2010/11 она сразу же заняла 3-е место в забеге на 3000 м на чемпионате Кореи среди взрослых и выиграла многоборье среди юниоров. В начале февраля 2011 года на зимних Азиатских играх в Астане стала 2-й на 3000 м и 4-й на 5000 м. Следом на юниорском чемпионате мира выиграла командную гонку и заняла 2-е место в забеге на 3000 м.
В сезоне 2011/12 Ким впервые одержала победы на чемпионате страны на дистанциях 1500, 3000 м и в многоборье. Она дебютировала на Кубке мира и стала 3-й на этапе в Астане в масс-старте, а также в Херенвене и Хамаре в командной гонке, и Берлине заняла 2-е место. На 93-м зимнем Национальном фестивале победила на дистанциях 1500 и 3000 м. На юниорском чемпионате мира в Обихиро вновь выиграла "золото" в командной гонке, "серебро" на 1500 и 3000 м и "бронзу" в сумме многоборья.
В марте 2012 года дебютировала на чемпионате мира на отдельных дистанциях в Херенвене, где заняла 11-е место на дистанции 3000 м и 6-е в командной гонке. В следующем сезоне на этапе Кубка мира в Коломне и Инцелле стала 1-й в масс-старте. На чемпионате Азии в Чанчуне заняла 1-е место в беге на 1500 м, 3-е на 5000 м и в многоборье. На 94-м зимнем Национальном фестивале в Сеуле победила на дистанциях 1500 и 3000 м. 
В 2013 году в Сочи стала 3-й в составе сборной в командной гонке на чемпионате мира на отдельных дистанциях. В декабре 2013 на зимней Универсиаде в Трентино завоевала две золотые и две серебряные медали. В феврале 2014 года на зимней Олимпиаде в Сочи заняла 8-е место в командной гонке, 13-е на дистанции 3000 м и 21-е на 1500 м.
В 2015 году Ким дебютировала на чемпионате мира в классическом многоборье в Калгари и заняла там 18-е место в сумме многоборья, а на чемпионате мира на отдельных дистанциях в Херенвене стала 5-й в командной гонке, заняла 19-е место на 3000 м, 12-е на 5000 м и 12-е место в масс-старте.
В 2016 году на чемпионате мира в Коломне завоевала "серебро" в масс-старте, уступив только канадке Ивани Блонден. В 2017 году на домашнем чемпионате мира в Канныне стала чемпионкой мира в масс-старте. На 8-х зимних Азиатских играх в Обихиро Ким выиграла "золото" в забеге на 5000 м, "серебро" на 3000 м и в командной гонке и "бронзу" в масс-старте.
10 февраля 2018 года на зимней Олимпиаде в Пхёнчхане Ким заняла 18-е место в забеге на 3000 м. В командной гонке на Олимпийских играх в четвертьфинале против команды Нидерландов Ким Бо Рым и Пак Чи У на 4 с лишним секунды опередили Но Сон Ён, которая отстала от них из-за падения, вследствие этого сборная Кореи не смогла побороться за выход в полуфинал. 
После соревнований Ким и Пак выступили с критикой в адрес Но. Это было негативно воспринято в Корее, петицию с требованием исключить Ким из сборной подписали более 600 000 человек. 24 февраля она рассматривалась как одна из основных фавориток на победу в масс-старте, но уступила японке Нане Такаги (которую опередила на чемпионате мира 2017 года) и стала второй. В середине марта 2018 года была госпитализирована с психическим расстройством из-за ситуации в командной гонке во время Олимпийских игр. Симптомы невроза были также диагностированы у матери конькобежки.
В 2019 году на чемпионате мира на отдельных дистанциях в Инцелле заняла только 24-е место в масс-старте, а в 2020 году выиграла серебряную медаль в масс-старте на чемпионате мира в Солт-Лейк-Сити. На 1-м чемпионате четырёх континентов в Милуоки также заняла 2-е место в масс-старте.
В сезоне 2020/21 Ким участвовала только в национальных соревнованиях из-за пандемии COVID-19. В 2022 году она участвовала в своей третьей зимней Олимпиаде в Пекине в масс-старте и заняла 5-е место, а следом на 103-м зимнем Национальном фестивале в 8-й раз одержала победу на дистанциях 1500 и 3000 м (до этого побеждала с 2012 - 2015, 2017, 2019, 2020 года). В сезоне 2023 Ким участвовала на 104-м Национальном зимнем фестивале и вновь выиграла забег 1500 м и заняла 2-е место в командной гонке.

## Личная жизнь
Ким Бо Рым окончила Корейский национальный университет в Сеуле на факультете физического воспитания. В 2021 году Ким Бо Рым подал иск о возмещении ущерба в размере 200 миллионов долларов против Но Сон Ён по делу о "Запугивании" и в феврале 2022 года выиграла иск в размере 3 миллионов долларов. В декабре 2022 года суд рекомендовал двум сторонам примириться. 3 мая 2022 года она заключила контракт с управляющей компанией "IENTI" в сфере вещательной деятельности. Кроме того Ким играет главную роль в развлекательной программе KBS "Playing Sister Season 2", а также сыграла в фильме MBC "Король в маске" и исполнила свои скрытые навыки пения.